# الخط الزمني للحرب الأهلية السورية (سبتمبر–ديسمبر 2011)
هذه المقالة تتعلق بالحرب الأهلية السورية في الفترة من أيلول / سبتمبر إلى كانون الأول / ديسمبر 2011. وبالنسبة للفترات الزمنية الأخرى، انظر الجدول الزمني للحرب الأهلية السورية.
وفيما يلي جدول زمني للانتفاضة السورية من سبتمبر / أيلول إلى ديسمبر / كانون الأول 2011. شهدت هذه الفترة الانتفاضة العديد من خصائص الحرب الأهلية، وفقا لعدد من المراقبين الخارجيين، بما في ذلك لجنة الأمم المتحدة لحقوق الإنسان، ونظمت بشكل أفضل وبدأت بتنفيذ هجمات ناجحة انتقاما من الحملة المستمرة من جانب الحكومة السورية على المتظاهرين والمنشقين.

## الخط الزمنى

### 1 سبتمبر
وفقا للمرصد السوري لحقوق الإنسان، فرضت عناصر من الجيش السوري حصارا على دوما، إحدى ضواحي دمشق، وقتلت رجلا في مدينة حمص الوسطى. وادت إلى مقتل 360 مدنيا و 113 من ضباط الأمن خلال حملة شهر رمضان في الشهر الماضي. وأفيد بأن القوات السورية قامت بعمليات تفتيش من منزل إلى منزل في حماة.

### 3 سبتمبر
حلقت الطائرات المقاتلة التابعة للجيش السوري فوق الحولة والرستن. كما وردت تقارير تفيد بأن الجيش السوري كان منتشرا في بانياس وداهمت تلخاخ ومناطق دير الزور. وأفادت «العربية» أيضا أن العديد من الاحتجاجات اندلعت في البلاد، مضيفا أن «الآلاف شاركوا في جنازة شهداء عربين، بالقرب من دمشق».

### 4 سبتمبر
وقال ناشطون سوريون إن 13 شخصا على الأقل قتلوا على يد الجيش السوري خلال الاحتجاجات. وتاتي هذه الوفيات بعد ان كان رئيس اللجنة الدولية للصليب الاحمر سيجتمع مع كبار المسؤولين السوريين في العاصمة دمشق. وقالت لجان التنسيق المحلية إن ثمانية من الوفيات وقعت في محافظة إدلب في المنطقة الشمالية الغربية من البلاد.
وقد ادعت وسائل الاعلام الحكومية ان خمسة جنود وجندي من الجيش و 3 مدنيين قتلوا عندما هاجم «ارهابيون» حافلة عسكرية في محردة صباح اليوم. وقال التقرير ان 3 من «الارهابيين» لقوا مصرعهم في تبادل لاطلاق النار بينما اصيب جندي موال ومسلح اخر.

### 6 سبتمبر
وذكر ناشطون أن قوات الأمن السورية قتلت شخصين بينما كانت العربات المدرعة تأتي في الشوارع. وقالت لجنة التنسيق المحلية ان اثنين من الميكانيكيين قتلا في مكان عملهما في بلدة الرستان بالقرب من حمص. ونقلت الوكالة عن شهود عيان قولهم ان سكان المدينة كانوا يختبئون في منازل ومكاتب للهرب من اطلاق النار بينما كانت العربات المدرعة «تصيب اى شئ يتحرك».
أدلى بان كي مون، الأمين العام للأمم المتحدة، بأقوى تصريحاته بعد بشأن الحملة ضد المتظاهرين السوريين المناهضين للحكومة. وادان بان كي مون العنف الذي قال انه ارتكبته حكومة الرئيس بشار الاسد. ودعا بان الاسد إلى اتخاذ «اجراءات جريئة وحاسمة قبل فوات الاوان». وقال بان في نيوزيلندا حيث يحضر اجتماعا لقادة منطقة المحيط الهادئ «لقد فات الاوان بالفعل». واضاف «إذا استغرق الامر المزيد من الايام فان المزيد من الناس سيقتلون». وذكر بان أيضا أن الوقت قد حان لكي يتحد أعضاء الأمم المتحدة ويتخذون «تدابير متماسكة».
وشهدت حلب أيضا مظاهرة كبيرة بعد وفاة المفكر البارز والناقد الحكومي إبراهيم سالقيني، على الرغم من أن وسائل الإعلام التي تديرها الدولة ادعت أنه توفى بسبب أزمة قلبية. وحضر عشرات الآلاف من الناس مسيرة جنازته وهتفوا ضد الحكومة، واستشهدوا بشعارات ثورية مثل «موت أفضل من الإهانة»، قبل أن يقال إن قوات الأمن أطلقت عليهم عندما دخلوا مقبرة المدينة.

### 7 سبتمبر
وفي إشارة إلى «ظروف خارجة عن إرادتنا»، ألغت الحكومة السورية بشكل مفاجئ زيارة الأمين العام لجامعة الدول العربية ناريل العربي إلى دمشق. وأكد مكتب العربي أن الزيارة تأجلت إلى أجل غير مسمى.
أبلغ عن مقتل 34 شخصا على الأقل من قبل ناشطين سوريين في هجوم دبابة على حمص وشارك فيه أيضا نحو 20 شاحنة محملة بالجنود المسلحين بالذخيرة الحية. وقيل إن شخصين آخرين قتلا في سارمين، بينما قتل شخص آخر في حماة. وأعلنت وسائل الإعلام الحكومية أن اثنين من مسؤولي حزب البعث اختطفهما «إرهابيون» بالقرب من الرستن. وأفاد ناشطون وسكان محليون أن نيران رشاشات ثقيلة سمعت في حيي باب دريب وبوستان ديوان في حمص مساء بعد أن سافر ما لا يقل عن 2000 متظاهر نحو المنطقة من منطقة باب تدمر. وقال ناشطون إن المدينة تواجه هجوما قويا بشكل خاص بسبب موجة من الانشقاقات الأخيرة، مع ناشط واحد يقول إن نحو 40 جنديا في حمص قد انشقوا بعد رفضهم إطلاق النار على المتظاهرين.

### 8 سبتمبر
وقال أحد السكان إن المركبات العسكرية دخلت قرية إبلين بعد الفجر سعيا وراء الجنود المنشقين، وقتل ما بين ثلاثة وخمسة منهم في الغارة. وقال شخص آخر لوسائل الإعلام الدولية إن خمسة أطفال دون سن العاشرة كانوا من بين نحو 12 قرويا اعتقلتهم القوات في إبلين. وأفادت وكالة «سانا» أن ستة من ضباط الأمن قتلوا وأصيب ثلاثة آخرون في العملية، التي وصفت بأنها غارة تستهدف «الجماعات الإرهابية المسلحة» واستولت على مخزونات من الأسلحة.
وفي حمص، أفادت التقارير بأن الجيش ألقى على المدينة مدفعية ثقيلة. وقال نشطاء إن المناطق التي كان من المعروف أن الجنود قد انشقوا عنها كانوا مستهدفين. قتل ما لا يقل عن 23 شخصا، وقال السكان لوسائل الإعلام الدولية.
وتعتزم المعارضة السورية تنظيم مظاهرات جماهيرية جديدة، وهذه المرة تحت راية «حماية الحماية الدولية»، مشيرا إلى حملتها للحصول على مراقبين من الأمم المتحدة لمراقبة العنف داخل سوريا، كوسيلة للضغط على الحكومة السورية.

### 9 سبتمبر – «جمعة الحماية الدولية»
احتج السوريون في جميع أنحاء البلاد، وطالبوا بالمساعدة الدولية لوقف الحملة. ووردت احتجاجات كبيرة تسمى «الجمعة للحماية الدولية» في مدن تشمل القامشلي في الشمال الشرقي وحمص وحماة في وسط البلاد ودير الزور في الشرق. وقال المرصد السوري لحقوق الإنسان في بيان ان «صبي يبلغ من العمر 15 عاما استشهد عندما فتح جنود كانوا يقفون حاجزا النار في قرية الرامة في جبل الزاوية». وقالت اللجنة ان الطفل قتل بعد اصابته مع شقيقه ب «اطلاق نار عشوائي» في القرية. وفي دمشق، ادعى نشطاء أن 8 جنود أعدموا بعد أن رفضوا إطلاق النار على متظاهرين عزل. وأصيب 6 متظاهرين على الأقل في دمشق.
وقد أعاد الجيش السوري جثة شقيق الجندي المنكوب البالغ من العمر 74 عاما، وهو أحد الأشخاص الذين اختطفهم الجنود صباح اليوم السابق في إبلين، إلى أسرته.
وإجمالا، أبلغ عن مقتل 14 شخصا في جميع أنحاء سوريا في 9 أيلول / سبتمبر.

### 10 سبتمبر
وقيل إن الشرطة والجنود السوريين قتلوا 24 متظاهرا، بينهم 12 على الأقل في حمص وحدها، كما اجتمع نبيل العربي، رئيس الجامعة العربية، مع بشار الأسد، وحثه على وقف العنف والمضي قدما الإصلاحات. وبعد الاجتماع، أعلن العربي أنه «تم الاتفاق على إصلاحات». وقد غضب المعارضة السورية في لقاء العربي مع الأسد، بحجة أن «صفقة الإصلاح» لا معنى لها في هذه المرحلة.

### 11 سبتمبر
وقد حاصرت القوات عدة قرى، بما في ذلك بالقرب من مراكز الاحتجاج في دير الزور ودرعا، وأجرت مداهمات واعتقالات من منزل إلى منزل. وقالت منظمة سواسية، وهي منظمة سورية لحقوق الإنسان، إن ما لا يقل عن 113 مدنيا قتلوا خلال الأيام السبعة الماضية، بينهم ثلاثة تعرضوا للتعذيب على ما يبدو في سجون عسكرية. اجتمع قادة المعارضة السورية مرة أخرى في إسطنبول، وكان من المقرر أن يتحدث مع أكاديمي سوري مقره باريس عن طريق الهاتف لمناقشة توحيد الفصائل المناهضة للحكومة في قوة سياسية أكثر تماسكا. وقال المرصد السوري لحقوق الإنسان نقلا عن ناشطين في أبو كمال ان امرأة قتلت مساء اليوم برصاصة طائشة اطلقتها قوات الأمن التي اعتقلت في البلدة الشرقية. وقالت المصادر أيضا إن مصادرها في دمشق أفادت بأن مراهقا أصيب برصاصة أثناء حضور جنازة هاجمها أفراد الأمن في اليوم السابق توفي متأثرا بجراحه.
وعاد جثمان مطر (26 عاما) إلى عائلته في داريا، إحدى ضواحي دمشق. لعب غياث دورا رئيسيا في تنظيم الاحتجاجات المناهضة للحكومة. وقال صديق غياث الذي رأى الجزء العلوي من جسمه اليوم أن هناك كدمات على الصدر، وكان وجهه آثار الجروح. اعتقلت قوات الأمن (على الأرجح المخابرات الجوية، وفقا للأصدقاء والأقارب) غياث في 6 سبتمبر مع آخر منظم الاحتجاج في داريا، يحيى شربجي.

### 12 سبتمبر
ندد ثلاثة من رجال الدين السوريين البارزين في الطائفة العلوية التي ينتمي إليها الرئيس السوري بشار الأسد بالعنف الذي ترتكبه الحكومة السورية ضد المتظاهرين. وقال محيب نسفي وياسين حسين وموسى منصور في بيان مشترك من حمص «نعلن براءتنا عن هذه الفظائع التي ارتكبها بشار الاسد ومساعدوه الذين ينتمون إلى الطوائف الدينية». ونفى رجال الدين الثلاثة تقارير وسائل الاعلام التي تفيد بان أعضاء الطائفة العلوية الشيعية يتعرضون لعمليات القتل والاختطاف في حمص وقالوا ان «التقارير اليومية عن عمليات الاختطاف والقتل والمضايقات ضد أعضاء الطائفة العلوية كلها غير صحيحة. وهي مصممة وتنتشر لتسبب الانقسامات بين الناس المتحدين ضد النظام».
وفي الوقت نفسه، قتل 26 مدنيا على الأقل في حملة الحكومة السورية المستمرة ضد المتظاهرين، وفقا لما ذكرته لجان التنسيق المحلية في سوريا. ومن بين القتلى فتى يبلغ من العمر 12 عاما قتل بالرصاص عندما أطلقت قوات الأمن السورية النار على موكب جنازة، وفقا للمرصد السوري لحقوق الإنسان الذي يتخذ من لندن مقرا له.. وكان الجنازة متظاهرا قتل في 11 أيلول / سبتمبر، وفقا لما ذكره المرصد. وبالإضافة إلى ذلك، قتل 17 شخصا خلال عمليات قامت بها القوات العسكرية والأمنية في حماة، حيث قامت السلطات بتفتيش ناشطين ومتظاهرين مطلوبين.

### 13 سبتمبر
أحرق المتظاهرون في درعا وحمص العلم الروسي احتجاجا على حق الفيتو المهددة لقرار مجلس الأمن التابع للأمم المتحدة الذي يدين الأسد.

### 14 سبتمبر
وقال ناشطون في مجال حقوق الإنسان ان قوات الأمن فتحت النار في القرى الشمالية الغربية اليوم الأربعاء في محاولة مستمرة لسحق المعارضة لان الحكومة رفضت طلب الجامعة العربية وضع حد للقمع. وقال ناشطون في مجال حقوق الإنسان ان القوات الحكومية اطلقت رشاشات ثقيلة خلال غارات على عدة قرى في اقليم ادلب قرب الحدود التركية. يقولون إن قوات الأمن قطعت الاتصالات المحلية، وأوقفت الطرق وأدت إلى الاعتقالات.
وشارك السفير الأمريكي روبرت ستيفن فورد وممثلون عن فرنسا وألمانيا وكندا واليابان وهولندا والمملكة المتحدة والاتحاد الأوروبي في إشارة غير مسبوقة للتضامن مع حركة الاحتجاج السورية في الوقفة الاحتجاجية لناشط حقوق الإنسان البارز غياث مطر يعتقد أنه قد قتلوا تحت التعذيب من قبل قوات الأمن.

### 15 سبتمبر
أعلنت مجموعة من الناشطين السوريين يوم الخميس مجلسا يمثل جبهة موحدة في مواجهة الأسد. وقد اختير حوالى 140 شخصية من بينهم معارضون من المنفى و 70 منشقا داخل سوريا كأعضاء في المجلس الوطنى السورى الجديد اختتموا اجتماعا استمر أربعة أيام في مدينة إسطنبول التركية. ويهدف المجلس إلى المساعدة على إسقاط الأسد في غضون ستة أشهر وتشكيل حكومة مؤقتة بعد ذلك، أعلنت بسمة كادماني، وهي منفية سورية تعيش في فرنسا.
ومن المقرر تنظيم مظاهرات جماهيرية يوم الجمعة تحت راية الجمعة «مستمرة حتى نطرد النظام».

### 16 سبتمبر – «جمعة الاستمرار حتى يسقط النظام»
وأعلنت اللجنة العامة للثورة السورية عن مقتل 18 شخصا على الأقل عندما أطلقت قوات الشرطة والجيش النار على مظاهرات في درعا وحمص وحماة وحولها، ضمن مدن أخرى. وقالت اللجنة انها يمكن ان تؤكد مقتل 19 شخصا. وتفيد التقارير بأن الاحتجاجات حضرها الآلاف، كما اندلعت مظاهرات معادية للأسد في دمشق وضواحيها، ومحافظة دير الزور، ومحافظة اللاذقية. وتظاهر آلاف الأكراد السوريين أيضا في شمال شرق البلاد، بحسب ناشط واحد على الأقل. وأفادت وسائل الإعلام الحكومية أن أحد ضباط الشرطة قتل وأصيب أربعة آخرون عندما أطلقت النار عليهم في قرية بشرى الحرير، وهي محافظة في محافظة درعا.
وبحلول نهاية اليوم، بلغ عدد القتلى 45 متظاهرا.

### 17 سبتمبر
دعا أعضاء المعارضة السورية الرئيس السوري بشار الاسد اليوم الأحد إلى انهاء حملة القتل التي استمرت ستة أشهر أو مواجهة تصعيد في الاحتجاجات السلمية حيث اطلقت قوات الأمن طلقات تحذيرية لتفريق طلاب المدارس الثانوية الذين طالبوا بانزال النظام. واجتمع اجتماع نهاية الاسبوع أكثر من 200 شخصية معارضة، من بينهم الكاتب البارز ميشيل كيلو وحسن عبد العظيم الذي يرأس حزب الاتحاد الاشتراكى الديمقراطى الاشتراكى المحظور. وكان من الجدير بالملاحظة أيضا أنه حدث داخل سوريا، وليس في بلد مجاور، كما هو الحال في معظم البلدان الأخرى. ودعا بيان صدر بعد الاجتماع نظام الأسد إلى إنهاء «أعمال القمع» فورا، وحث المتظاهرين على إبقاء حركتهم سلمية وعدم إغراء حمل السلاح. وقال المرصد السوري لحقوق الإنسان الذي يتخذ من لندن مقرا له إن صبيا استسلم لجروحه في مدينة سانامين الجنوبية بعد يومين من إطلاق النار عليه من قوات الأمن.

### 18 سبتمبر
ذكرت لجان التنسيق المحلية ان ما لا يقل عن 4 اشخاص لقوا مصرعهم في جميع انحاء سوريا اليوم الأحد حيث استمر العنف بين المتظاهرين وقوات الأمن السورية دون هوادة. وقالت اللجنة، وهي مجموعة ناشطة من المعارضة تنظم وتنظيم مظاهرات مناهضة للحكومة، إن شخصين قتلا في إدلب وشخص واحد في كل من درعا وحمص. ومن بين القتلى طفل يبلغ من العمر 11 عاما، أصيب في رأسه بنيران، وفقا لما ذكرته اللجنة. وفي محافظة درعا، اعتقلت قوات الأمن نشطاء يشتبه في مشاركتهم في احتجاجات، بحسب الجماعة

### 19 سبتمبر
وقالت المنظمة العامة للثورة السورية إن 13 شخصا قتلوا في سوريا على مدار اليوم، بمن فيهم الأطفال والجنود المنشقون، في أماكن منها محافظات درعا وحماة وحمص واللاذقية. وأفيد بأن 30 شخصا اعتقلوا في سهل الحولة وأصيب 20 آخرون بجراح. وفي البياضة، شن جنود منشقون هجوما وضرب على ثلاث دبابات للجيش، لكن لم يتضح بعد ما إذا كانوا قد تسببوا في اضرار جسيمة. كان تلاميذ مدرسة درعا يهربون، احتجاجا ورفضوا العودة إلى المدرسة حتى غادر الأسد السلطة. وفي حرستا، خارج دمشق، عرقلت مركبات الجيش الطريق السريع إلى حلب لأسباب غير معروفة.
كما أعلن العراق أنه طلب من بشار الأسد التنحي عن منصبه.

### 20 سبتمبر
وقال البيت الابيض ان الرئيس الامريكى باراك اوباما ورئيس الوزراء التركى رجب طيب اردوغان اتفقا على «زيادة الضغط» على النظام السورى لانهاء العنف ضد المتظاهرين المناهضين للحكومة. وناقش الزعماء الأمريكيون والتركمان سوريا في اجتماع عقد في 20 أيلول / سبتمبر على هامش الجمعية العامة السنوية للأمم المتحدة في نيويورك. وقد قدر مسؤولو الأمم المتحدة أن قوات الموالية للأسد قتلت حوالي 2700 شخص منذ اندلاع الانتفاضة ضد النظام في مارس / آذار، بما في ذلك 100 طفل على الأقل.
وفي حديث منفصل في نيويورك قال وزير خارجية العراق الجارى في سوريا ان تغيير النظام في سوريا يبدو حتميا. وتحيط الدبابات بلدة الكسوة، كما ادعى نشطاء المعارضة.

### 21 سبتمبر
أعلن رئيس الوزراء التركي أردوغان أن تركيا قطعت جميع العلاقات والاتصالات مع سوريا، وتنظر في الانضمام إلى العقوبات.

### 22 سبتمبر
وأعلنت المعارضة السورية عن نيتها يوم الجمعة الماضي من الاحتجاجات، وهذه المرة تحت راية توحيد الوحدة ضد النظام.

### 23 سبتمبر – «جمعة الوحدة ضد النظام»
خرج المتظاهرون إلى الشارع، مع احتجاجات في حماه وحمص ودمشق وحلب ودرعا. وحضر 50,000 شخص مسيرة مناهضة للحكومة في حمص. قتل 12 متظاهرا في سوريا على أيدي قوات الأمن. وأعلنت منظمة العفو الدولية عن مقتل وتشويه فتاة عمرها 18 عاما في أيدي الجيش السوري. وقد أعاد الجيش السوري جثة الفتاة إلى والدتها، وكانت الجثة لها علامات واضحة على التعذيب، بما في ذلك انفجرت الجلد وقطع ذراعها.
استمرت تركيا في محاولة إبعاد الحكومة السورية، وأعلنت أنها ستنفذ حظرا على توريد الأسلحة إلى سوريا، ومصادرة أي شحنات سلاح إلى سوريا عن طريق السفن. كما شدد الاتحاد الأوروبي العقوبات المفروضة على الحكومة السورية، في حين فرضت سويسرا حظرا على واردات النفط السورية يوم الجمعة.

### 25 سبتمبر
وقال ناشطون ان سوريا تضغط اليوم الأحد على حملة معارضة ضد الفصائل من اجل إرسال تعزيزات للقوات إلى محافظة حمص (غرب) وقوات الأمن قرب دمشق. واضافوا ان «تعزيزات عسكرية ارسلت إلى الرستن ونشرت حول المبنى الذي يضم الأمن العسكري واخرى إلى القصير» وهي بلدة على الحدود مع لبنان. وقد عزز الجيش السوري وجوده في القصير يوم السبت والأيام السابقة بعد أن حاول العديد من المدنيين الفرار من المنطقة هربا من العنف. وتأتي عمليات النشر بعد يوم واحد من قيام ناشطين بقتل 12 مدنيا في القصير، في محافظة حمص الوسطى، وواحد آخر في حماه، شمالا. وقال المرصد السوري لحقوق الإنسان، الذي حمل حصيلة القتلى، إن 12 مدنيا قتلوا في القصير أثناء غارات على الأشخاص المطلوبين من قبل السلطات.

### 28 سبتمبر
وقال ناشط في مجال حقوق الإنسان ان قوات الأمن السورية قتلت 76 شخصا على الاقل في الايام الخمسة الماضية في اطار حملة ضد الاحتجاجات ضد حكومة الرئيس بشار الاسد. وقتل سبعة أشخاص على الأقل اليوم في محافظة حمص الوسطى، بعد مقتل 15 متظاهرا أمس هناك وفي حماة، وإقليم إدلب الشمالي، وفي منطقة درعا الجنوبية، حيث بدأت الانتفاضة ضد الأسد في آذار / مارس، محمود مرعي، رئيس المنظمة العربية لحقوق الإنسان، عبر الهاتف اليوم. وقالت وسائل الاعلام ان «الارهابيين» قتلوا الجنرال نائل الدخيل نائب رئيس هيئة التدريس في جامعة البعث في حمص ومحمد علي عقيل نائب عميد كلية الهندسة المعمارية. وقال ناشطون إن قوات الأمن قتلتهم بعد أن أعربوا عن معارضتهم للقمع. حمص هي نقطة محورية للانتفاضة ضد حكومة الأسد ومدينة زوجته أسما.

### 29 سبتمبر
وزعم الجيش السوري الحر أنه دمر 17 دبابة موالية في بلدة الرستن، وكانت هناك تقارير عن حدوث المزيد من الانشقاقات في صفوف الجيش السوري، مما أثار مخاوف من اندلاع الحرب الأهلية. وأصيب ما لا يقل عن 38 جنديا مخلصا في الرستن، وبعضهم في حالة خطيرة. كما أفادت كتيبة هرموش بأنها قتلت 80 جنديا موالدا في القتال.
وحاول حوالى 100 من المحتجين «المؤيدين للاسد» مهاجمة قافلة السفراء الامريكيين، بيد ان السفير فورد وموفدته لم يصيبا في الحادث. وقتلت قوات الأمن 17 متظاهرا في جميع أنحاء سوريا، وأعدت المعارضة لجمعة جديدة من الاحتجاجات، تحت راية يوم الجمعة من النصر للمشرق واليمن.

### 30 سبتمبر – «جمعة النصر في بلاد الشام واليمن»
وقال ناشطون ان قوات الأمن السورية اشتبكت مع المتظاهرين مما اسفر عن مصرع ما لا يقل عن 30 شخصا بينما تجمع عشرات الالاف في جميع انحاء البلاد مطالبا الرئيس بشار الاسد بالاستقالة. وكانت هناك تقارير تفيد بأن قوات الأمن فتحت النار على المتظاهرين في العديد من المظاهرات يوم الجمعة، وأن هناك أيضا اشتباكات بين القوات التي انضمت إلى المتظاهرين والموالين للأسد. ووردت احتجاجات في ضواحي العاصمة دمشق، وكذلك في محافظة درعا الجنوبية، وإدلب، في حماه وحمص وعدة مدن أخرى.
وصف أحد نشطاء المعارضة، متحدثا إلى قناة الجزيرة بشرط عدم ذكر اسمه، المشهد في أحد الاحتجاجات في دمشق:
المنطقة التي بقيت فيها الآن، تظاهرت احتجاج وسرعان ما هاجمت من قبل قوات الأمن، وشمل الهجوم الهراوات، وضرب بالهراوات، وبعض القنابل الغازية والذخيرة الحية اللاحقة التي تم إطلاق النار عليها في كل مكان. وأصيب شخص واحد على الأقل بجراح. في وقت لاحق، بعد ذلك، يمكننا أن نرى عددا من الجنود - يمكننا أن نرى صراع بين الجنود وقوات الأمن. وأكد أصدقائي أن ثمانية جنود على الأقل انشقوا وأطلقوا النار على قوات الأمن.

### أكتوبر 2011

#### 2 أكتوبر
أعلن رئيس المجلس الوطني السوري برهان غليون أنه تم التوصل إلى اتفاق في أهداف وهيكل المجلس الوطني السوري. وجاء ذلك بعد يومين من المحادثات في تركيا. وقال بسما كودماني الناطق الرسمي باسم المجلس الوطني السوري أن الجمعية العامة التي تضم 190 عضوا ستعقد في نوفمبر / تشرين الثاني، بالإضافة إلى أمانة عامة قوامها 29 عضوا تمثل سبعة فصائل معارضة سورية. ومن بين المجموعات المكونة لأعضاء المجلس الوطني السوري، الإخوان المسلمون، الموقعون على إعلان دمشق لعام 2005 وأعضاء المجلس الثوري السوري الأعلى. وذكرت شبكة «شمس» الاخبارية الموالية للمعارضة ان الاخبار رحبت بتجمع في جسر الشغور.
وفي الوقت نفسه، أعلنت الحكومة في دمشق إعادة استيلاءها على الرستن، بينما أعلن الجيش السوري الحر انسحابه من المدينة. وقال ناشطون مناهضون للأسد لبي بي سي إن 250 من الدبابات قد أرسلت إلى المدينة من قبل حكومة الأسد، وأن 50 من تلك المركبات غادرت في 2 أكتوبر.
وأفيد بأن ساريا حسون، ابن مفتي الجمهورية السورية الشيخ أحمد بدر الدين حسون، قتل بالرصاص بالقرب من جامعة إيبلا على الطريق بين إدلب وحلب. كما قتل في الكمين أستاذ التاريخ في جامعة حلب الدكتور محمد العمر. تم نقلهما إلى مستشفى إدلب الوطني، حيث تم إعلانهما قتلى. ولفتت سانا إلى مقتل «الجماعات الارهابية المسلحة». ربطت العربية الحادث بوقوع عمليات قتل من قبل منشقين مسلحين يشتبه في أنهم مخبرون في نظام الأسد، ومعظمهم من الأكاديميين، وأن سوريا كانت تتجه نحو الحرب الأهلية.
دعت السيدة الفرنسية الأولى كارلا بروني - ساركوزي إلى إطلاق سراح أول امرأة تعمل في المجال النفسي في سوريا رفح ناشد، الذي اعتقل في طريقه إلى باريس في سبتمبر / أيلول. وفي الوقت نفسه، أكد الرئيس الفنزويلي هوجو شافيز دعمه لكل من القائد الليبي المخلوع معمر القذافي والأسد، ووصفهما ب «الإخوة»، ودعم الأسد ضد «عدوان من الإمبرياليين يانكي وحلفائهم الأوروبيين».
وأبلغ عن تجمعات في حراك وجبل الزاوية وتلمان وجرجناز ومارات هورما وكفر تخريم وبانش وسيرمين وسراقب وهاس وجاسم وتيبات الإمام وهوران وتاسيل وديل. وقتلت قوات الأمن ستة مدنيين.

#### 4 أكتوبر
في مجلس الأمن الدولي في نيويورك، اعترضت الصين وروسيا على العقوبات المفروضة على سوريا. وبعد ساعات، هددت تركيا بعقوبات من جانب واحد، وأعلنت عن ألعاب حرب على طول الحدود.

#### 5 أكتوبر
ويقول ناشطون إن القوات السورية اقتحمت قرى قريبة من الحدود مع تركيا سعيا وراء منشقين من الجيش، وأن ثلاثة أشخاص على الأقل وأربعة جنود لقوا مصرعهم في اشتباكات هناك. كانت العمليات العسكرية تتمحور حول منطقة جبل الزاوية حيث من المعروف أن المنشقين من الجيش السوري نشطون.
ويقول ناشطون إن القوات السورية اقتحمت قرى قريبة من الحدود مع تركيا سعيا وراء منشقين من الجيش، وأن ثلاثة أشخاص على الأقل وأربعة جنود لقوا مصرعهم في اشتباكات هناك. كانت العمليات العسكرية تتمحور حول منطقة جبل الزاوية حيث من المعروف أن المنشقين من الجيش السوري نشطون.
دخلت دبابات من الجيش السوري بلدة عرسال الحدودية على البقاع على الجانب اللبناني من الحدود، وأطلقت النار على مصنع بطارية مهجور، مشتبهة بأن رجال مسلحين يختبئون في الداخل.

#### 6 أكتوبر
الجيش السوري يغزو لبنان للمرة الثانية خلال يومين ويطلق النار على عدة بيوت زراعية، مما أسفر عن مقتل شخص واحد، قبل أن يتراجع عبر الحدود.
ويعتزم المتظاهرون إطلاق مظاهرات الجمعة الجديدة، وهذه المرة تحت راية المجلس الوطني السوري كممثل لنا.
ووفقا لأخبار الدولة السورية، تم القبض على العميد المتقاعد واغتياله من قبل «الإرهابيين المسلحين».

#### 7 أكتوبر – «جمعة المجلس الوطني السوري ممثل لنا»
قتل ما لا يقل عن 21 شخصا على أيدي قوات الأمن وسط احتجاجات عشرات الآلاف لدعم المجلس الوطني السوري، وفقا لما ذكره نشطاء. ووقعت هذه الوفيات في حمص واللاذقية ودوما في دمشق والزبداني. وكانت الاحتجاجات أكبر في درعا ودير الزور والقامشلي وحمص وريف دمشق.
وقد اغتيل ناشطون كرديون مشعل التمو في شقته على أيدي مسلحين مقنعين، وهو هجوم نسبه ناشطون معارضون إلى قوات الأمن السورية. خرج عشرات الآلاف من الأكراد إلى الشوارع في القامشلي بعد وفاة تمو وتجمعوا خارج المستشفى حيث تم أخذ جثته. يقول الرئيس الروسي ديمتري ميدفيديف إن على قادة سوريا أن يتنحوا إذا لم يتمكنوا من تنفيذ الإصلاحات، لكنهم يحذرون الغرب من محاولة دفع الأسد من السلطة.

#### 8 أكتوبر
سافر أكثر من 50,000 من المشيعين في شوارع القامشلي، وهي مدينة تقع في الشمال الشرقي الكردي، للاحتفال بجنازة تمو. قتل ما لا يقل عن 14 شخصا بعد أن فتحت قوات الأمن النار على المشيعين.

#### 9 أكتوبر
ثمانية جنود موالين نصبوا لكمين وقتلوا على أيدي الجيش السوري الحر في هجمات على ثلاثة مواقع للجيش في محافظة إدلب. حذر وزير الخارجية السوري وليد المعلم الحكومات الأجنبية من عدم الاعتراف بالمجلس الوطني السوري قائلا: «سنتخذ إجراءات صارمة ضد أي دولة تعترف بهذا المجلس غير الشرعي».

#### 10 أكتوبر
وقال المرصد السوري لحقوق الإنسان إن 17 جنديا و 14 مدنيا على الأقل قتلوا، معظمهم في حمص، حيث اشتبك الموالون مع المنشقين. واضافت ان قوات الأمن اعتقلت 27 شخصا. أصدر الاتحاد الأوروبي بيانا قال فيه المجلس الوطني السوري، لكنه لم يتخذ أي خطوة للاعتراف بالمجلس باعتباره الممثل الشرعي لسوريا كما فعل المجلس الوطني الانتقالي في ليبيا.

#### 11 أكتوبر
وتجمع عشرات الآلاف من السوريين في دمشق في إطار دعم الأسد، على الرغم من أن المعارضة زعمت أن المظاهرة المؤيدة للنظام قد نظمت ولم تعكس الرأي العام.

#### 12 أكتوبر
وفي قرية حارة الجنوبية قتل مالا يقل عن ستة جنود موالين وجنديين مشتبكين بعد كمين ضد الموالين في ساحة البلدة. كما كانت مدينة بانيش الشمالية الغربية مسرحا للاشتباكات بين وحدات موالية للثوار والمتمردين، وطار الجيش 13 طائرة فوق مدينة حلب، لأسباب غير معروفة.

#### 13 أكتوبر
قتل 20 شخصا على الاقل في اشتباكات جديدة في سوريا، حيث قرر الاتحاد الأوروبي فرض عقوبات جديدة على حكومة الرئيس بشار الاسد. أعلن المرصد السوري لحقوق الإنسان الذي يتخذ من المملكة المتحدة مقرا له اليوم الخميس ان عشرة مدنيين قتلوا في بلدة البانش في اقليم ادلب الشمالي عندما اقتحم جنود موالون للرئيس بشار الاسد مدينة بنيش وحاربوا معارك مسلحين وفارين من الجيش . واضافت ان «الجيش السوري المدعوم بالدبابات وناقلات الجنود المدرعة شن هجوما صباح اليوم على بلدة البانش، كما وقعت اشتباكات مع مسلحين كانوا على ما يبدو منشقين». وقالت الجماعة ان الجيش شن أيضا هجوما على قرية طوم في شرق المقاطعة. واضاف ان «العديد من المنازل دمرت جزئيا واصيب اخرون بجروح في حين سمع ضجيج الرشاشات الثقيلة والانفجارات في عدة اجزاء من المدينة وشاهدت سيارات الإسعاف السباقات في الشوارع». وفي محافظة درعا جنوبى البلاد حيث اندلعت موجة الاحتجاجات ضد الاسد التي استمرت ستة أشهر قالت الجماعة ان ستة جنود وفارين من الجيش لقوا مصرعهم في اشتباك وقع في بلدة حارة إلى جانب مدني واحد. قتل جندي آخر في مدينة حمص الوسطى.

#### 14 أكتوبر – «جمعة الجيش الحر»
افاد ناشطون فلسطينيون ان قوات الأمن السورية قتلت اليوم الجمعة ستة متظاهرين على الاقل اثناء مظاهرات كبيرة مناهضة للحكومة مدفوعة بضغوط دولية متزايدة على الرئيس السوري بشار الاسد. واوضحت المصادر نفسها ان اطلاق النار وقع في حلب، ثاني مدن سوريا، وفي ضواحي العاصمة دمشق. وقال ناشطون ان 20 الف كردي على الاقل ساروا في مدينة القامشلي قرب تركيا تكريما لميشال تمو وهو زعيم كردستاني قتل في وقت سابق من هذا الشهر. ويقول مؤيدو تمو إن السلطات كانت وراء هذا القتل الذي أثار الغضب في الشوارع بعد سبعة أشهر من الاضطرابات السياسية في سوريا. كما سافر عدة الاف شخص في بلدة الحراك في سهل حوران الجنوبي الذي كان أول منطقة تقتحمها الدبابات والقوات في بداية الانتفاضة في محاولة لاخمادها. في وسط مدينة حمص، أظهرت لقطات فيديو آلاف الأشخاص يتجمعون في حي الخالدية.
أعلن مسؤول في الامم المتحدة لحقوق الإنسان ان عدد الاشخاص الذين قتلوا في سوريا في أعمال عنف احتجاج على نظام الرئيس السوري بشار الاسد وصل إلى أكثر من ثلاثة الاف شخص، كما دعت «المجتمع الدولي إلى اتخاذ اجراءات فورية لحماية الشعب السوري».

#### 15 أكتوبر
أعلن شهود عيان ان القوات السورية قتلت اثنين من المشيعين عندما اطلقوا النار على جنازة في وسط دمشق لطفل عمره 10 سنوات قتل خلال احتجاج في اليوم السابق. وقال الشاهد لوكالة رويترز للانباء عن طريق الهاتف من مكان الحادث في منطقة الميدان ان بعض المشيعين بدأوا بالقاء الحجارة على قوات الأمن التي اطلقت الذخيرة الحية. وقال الشاهد: «كانت المشاعر مرتفعة، وكانت الجثة ملفوفة باللون الأبيض، وكان الآلاف وراءها يرددون» الناس يريدون تنفيذ الرئيس «، و» سنكون أحرارا على الرغم من بشار «. قتل الطفل إبراهيم شيبان في مظاهرة احتجاج في ضاحية القدم بدمشق. وقال الشاهد، وهو موظف في القطاع الخاص لم يرغب في التعرف على هويته، إن جنازته جرت في ميدان، وهي منطقة قديمة محافظة اجتماعيا في العاصمة، لأن عائلته هي أصلا من هناك. وقال منزر مخوس من المجلس الوطني السوري، وهو ائتلاف من جماعات المعارضة، ل» الجزيرة«إن منطقة الميدان معروفة بمعارضتها لحكومة الأسد.» لهذا السبب أظهرت قوات الأمن وجودا كبيرا في هذا الحي.

#### 17 أكتوبر
افادت مجموعة حقوقية ان القوات السورية قتلت اليوم الاثنين 21 شخصا خلال عمليات تفتيش في مدينة حمص. وقال المرصد السوري لحقوق الانسان ان «احد عشر شخصا وبعض المدنيين وغيرهم من رجال الشرطة قتلوا في حمص اليوم الاثنين خلال عمليات الجيش والاجهزة الامنية في عدة أحياء من المدينة». وقالت الوكالة ان القوات الإسرائيلية قتلت مدنيين اثنين اخرين احدهما في محافظة ادلب في الشمال الغربي والثاني صبي يبلغ من العمر 13 عاما في حماة وهو مركز احتجاج شمال حمص. وقال المرصد ان سبعة جنود قتلوا في اشتباكات مع مسلحين يشتبه في انهم من المنشقين عن الجيش في محافظة حمص. وأضافت أن 20 جنديا فروا إلى بساتين مجاورة بعد تلك التبادلات.

#### 18 أكتوبر
وذكرت اللجنة ان 25 طبيبا وصيادلة اعتقلوا في الاسابيع الاخيرة لانهم قدموا العلاج الطبى للمتظاهرين الذين اصيبوا في المظاهرات. وتطالب قوات الأمن المستشفيات بتقديم تقارير عن أولئك الذين يلتمسون العلاج من جراء إصابتهم بطلقات نارية، مما أدى إلى إصابة العديد من المدنيين أثناء الاحتجاجات باللجوء إلى عيادات مؤقتة أقيمت في منازل خاصة حيث كانت المرافق ضئيلة جدا. وقالت مجموعة الدفاع عن حقوق الإنسان آفاز إنها حددت 57 مريضا احتجزتهم قوات الأمن من أسرتهم في المستشفيات في مدينتي حمص واللاذقية نتيجة لمتطلبات الإبلاغ. وبالإضافة إلى ذلك، قالت إن الميليشيات التي ترعاها الحكومة والمعروفة باسم الشبيحة استخدمت سيارات الإسعاف التابعة للهلال الأحمر لإطلاق النار على المتظاهرين.

#### 20 أكتوبر
كانت هناك اشتباكات بين موالين للجيش ومنشقين في جميع أنحاء سوريا. ويبدو أن الاشتباكات وقعت في بلدة برهانية بالقرب من حمص مما أدى إلى مقتل خمسة مدنيين على الأقل، فضلا عن مقتل العديد من الجنود الموالين وتدمير سيارتين عسكريتين. وتعتزم المعارضة أيضا جولة أخرى من الاحتجاجات يوم الجمعة، وهذه المرة تحت راية يوم الجمعة من ماتيرس في الموعد النهائي العربي، مشيرا إلى وفاة المتظاهرين منذ أن أعلنت الجامعة العربية «مهلة أسبوعين» للإصلاحات.

#### 21 أكتوبر – «جمعة شهداء المهلة العربية»
وقد تم الإبلاغ عن عدد من القتلى خلال الاحتجاجات الاخيرة في سوريا، بما في ذلك 16 قتيلا في مدينة حمص بوسط بغداد. اعلنت لجان التنسيق المحلية المعارضة ان شخصين قتلا اليوم الجمعة في حمص على يد قوات الأمن التي كانت تقف على حاجز بينما قتل 14 اخرون على يد قوات الأمن حيث شاركوا في احتجاجات جماهيرية احتجاج الكثيرين على وفاة الزعيم الليبي السابق معمر القذافي. . كما قتل مدني آخر عندما فتحت قوات الأمن النار على جنازة في منطقة درعا الجنوبية، أحد مراكز التنسيق المعارضة لحكومة الرئيس السوري بشار الأسد وتوفي اثنان آخران في محافظة حماة الوسطى، وفقا لمقرها المملكة المتحدة المرصد السوري لحقوق الإنسان.
وقال ناشطون ومقيمون إن السلطات السورية عززت الأمن في العديد من المدن والبلدات بما فيها ضواحي دمشق والتلبيسة بالقرب من حمص. وقال ناشط في ضاحية صقبا في دمشق «هناك تواجد غير مسبوق للامن اليوم مع قناصة على اسطح المنازل وحواجز الطرق داخل الضاحية». كما اندلعت مظاهرات في المناطق الكردية العرقية من القامشلي ودرباسية والمالكية وعمودة. وفي بلدة الحولة شمال غرب مدينة حمص احتشد حشد من الآلاف من الأكتاف ولوحوا أعلاما سورية قديمة يرجع تاريخها إلى أن تولى حزب البعث الأسد السلطة في انقلاب منذ 48 عاما. «دكتور (الأسد)، أنت المقبل!» قراءة لافتات حملها القرويون، وفقا لقطات فيديو حية. كما اندلعت مظاهرات في حمص، عاصمة المحافظة على بعد 140 كيلومترا شمال دمشق، حيث قتل ثلاثة من أفراد عائلة واحدة بالرصاص عند حاجز للجيش في منطقة باب السبع أثناء توجههم للصلاة، وفقا لما ذكره ناشطون محليون.

#### 23 أكتوبر
وقال ناشطون ان المعارك التي شنتها القوات السورية على مراكز الاحتجاج والمناوشات التي شنت على جنود مسلحين يعتقد انهم منشقون قتلوا 11 شخصا على الاقل اليوم السبت. وفي الوقت نفسه، اتخذت إيران، الحليف الرئيسي لسوريا، موقفا أكثر صرامة ضد نظام الرئيس بشار الأسد، وأدانت علنا حملتها على المعارضة التي أسفرت عن مقتل أكثر من 3000 شخص، معظمهم من المدنيين، وفقا للأمم المتحدة. أدان الرئيس الإيراني محمود أحمدي نجاد «عمليات القتل والمذبحة» في سوريا في مقابلة مع شبكة سي إن إن، في أقوى انتقادات للجمهورية الإسلامية لقمع جارتها القاتل للاحتجاجات التي تدعو إلى مزيد من الحرية وسقوط نظام الأسد.

#### 25 أكتوبر
ووقعت اشتباكات في بلدة معرة النعمان في شمال غرب البلاد في 25 تشرين الأول / أكتوبر بين الموالين والجنود المنشقين عند حاجز على حافة البلدة. شن المنشقون اعتداء على حاجز الطرق الذي تسيطر عليه الحكومة ردا على غارة على مواقعهم في الليلة السابقة. وقال المرصد السوري لحقوق الإنسان إن ما لا يقل عن سبعة من عناصر الأمن السوريين، بمن فيهم ضابط، وربما ما يصل إلى 10 أشخاص قتلوا في الكمين.

#### 26 أكتوبر
وقال المرصد السوري لحقوق الإنسان في لندن ان 19 شخصا قتلوا في سوريا بينهم سبعة مدنيين قتلتهم قوات الأمن في محافظة حمص إضافة إلى تسعة جنود موالين قتلوا في هجوم صاروخي نسب إلى المنشقين. ووصل وفد من الجامعة العربية برئاسة الأمين العام نبيل العربي إلى دمشق لإجراء محادثات.

#### 27 أكتوبر
كانت هناك احتجاجات في دمشق لدعم المجلس الوطني السوري في حين بدأ بعض المحللين وصف الوضع بأنه بداية «حرب طائفية».

#### 28 أكتوبر – «جمعة منطقة حظر الطيران»
وأبلغ عن مقتل 36 شخصا في سوريا، معظمهم في حماة، في حين سار آلاف المتظاهرين يطالبون بتنفيذ منطقة حظر جوي، مثل تلك الموجودة في ليبيا. وأصيب أكثر من 100 شخص وألقي القبض على 500 شخص. وعلى الرغم من التهديد بالعنف، جرت حوالي 170 احتجاجا يوم الجمعة، وهو اليوم التقليدي للاحتجاج. وادعت وسائل الإعلام الحكومية أن عصابات مسلحة اعتدت على مركز الشرطة الرئيسي في حمص، الذي نسبه نشطاء إلى المنشقين من الجيش. وادعى مسؤول لبناني أن الجنود السوريين كانوا يضعون ألغام أرضية على طول الحدود بين سوريا ولبنان بالقرب من المعابر الحدودية غير القانونية. وقال مستشار سابق لبشار الأسد إنه إذا استمرت الحملة ضد المتظاهرين، فإن سوريا سوف تنزلق قريبا إلى حرب أهلية. وكانت هناك تقارير عن مقتل 17 من جنود الأسد الموالين في اشتباكات مع الجيش السوري الحر في حمص.

#### 29 أكتوبر
انفجرت الدبابات والمدفعية حي حمص في بابا عمرو، وهو موقع انشقاق 90 رجلا عن قوات الأمن السورية قبل يومين، مما تسبب في سقوط عدد من الضحايا. وقال المرصد السوري لحقوق الإنسان إن 20 جنديا قتلوا وأصيب 53 آخرون في اشتباكات بين القوات الموالية و «الفارين المفترضون» في بابا عمرو أيضا

### نوفمبر 2011

#### 2 نوفمبر
وقال ناشطون محليون ان قوات الأمن السورية قتلت ما لا يقل عن 11 قرويا كانوا قد توقفوا عند حاجز على الطريق شمال غرب مدينة حمص بوسط البلاد، بينما وافق الرئيس بشار الاسد على خطة جامعة الدول العربية لانهاء الحملة.

#### 3 نوفمبر
وقتل ما لا يقل عن 19 شخصا في مدينة حمص، حيث قصفت قوات الأمن السورية المناطق السكنية بالدبابات. يأتي ذلك بعد يوم واحد من موافقة الحكومة على خطة جامعة الدول العربية لوقف حملة القمع العنيفة.

#### 4 نوفمبر – «جمعة الله أكبر»
يذكر ان ما لا يقل عن 20 شخصا لقوا مصرعهم على يد قوات الأمن السورية حيث وقعت مظاهرات مناهضة للحكومة في جميع انحاء البلاد بعد صلاة الجمعة. وقيل إن أربعة مدنيين قتلوا بعد أن فتحت قوات الأمن النار على المتظاهرين في منطقة كاناكير في العاصمة دمشق. وقيل إن اثنين من المتظاهرين قتلا في حماة، وواحد في مدينة حموريا، غير بعيدين عن دمشق. وذكرت التقارير ان شخصين اخرين قتلا في محاولة عبور الحدود والهرب إلى الأردن. ووقعت ستة قتلى في منطقة بابا عمرو في حمص يوم الجمعة بعد يوم واحد من مقتل 22 مدنيا في حملة عسكرية. وقالت نسرين الشمايلة من قناة «الجزيرة» الأردنية: «تواصل قوات الأمن السورية قصفها وشن هجماتها على حي باب عمرو». وقال الشمايلة ان «عشرة اشخاص على الاقل اصيبوا بجروح لكن سيارات الإسعاف منعت من دخول المنطقة للوصول إلى الجرحى ونسمع تقارير تفيد بان الطائرات لا تزال تحوم فوق المنطقة». وفي مدينة اللاذقية الساحلية، قال ناشط انه احتجز 13 شاحنة امنية تحيط بمسجد عرسالان الرئيسي. واضاف ان ثلاثة من المتظاهرين على الاقل اصيبوا بجروح اثر قيام قوات الأمن باطلاق النار امام مسجد البازار في وسط المدينة. وقال الناشط: «أصيبوا وأخذوا من قبل قوات الأمن، أمام كل مسجد في اللاذقية يوجد عدة مئات من أفراد الأمن يحملون إما هراوات أو مسدسات أو بنادق آلية».
تم نقل 126 جثة لم يتم التعرف عليها خلال الايام الثلاثة الماضية إلى المستشفى الوطنى في حمص بسوريا. لم يكن طبيب الصدمة يريد أن يتم تحديده خوفا من الانتقام من قبل القوات الحكومية، الذين كانوا في المستشفى. وقال انه تم حرق ثمانية من الجثث، واضاف ان الوفيات لم تبلغ عنها في وسائل الاعلام الحكومية.

#### 7 نوفمبر
وطالبت المعارضة السورية بالتدخل الدولي في مدينة حمص، إحدى النقاط الرئيسية لانتفاضة البلاد، ووصفتها بأنها «منطقة كارثة انسانية». جاء هذا النداء الذي اصدره المجلس الوطنى السورى الذي يتخذ من تركيا مقرا له، حيث ذكر ناشطون ان 11 شخصا على الاقل لقوا مصرعهم في انحاء البلاد يوم الاثنين، من بينهم طفلان، في حملة مستمرة ضد المتظاهرين المناهضين للحكومة على يد قوات الأمن. وقال ناشطون ان ما لا يقل عن ثمانية من القتلى كانوا في حمص حيث احتج المئات من السكان على حكم الرئيس السوري بشار الاسد، مضيفا ان القوات الحكومية اقتحمت عدة مناطق وقامت باعتقالات من منزل إلى منزل. وقال ناشطون ان اشتباكات مدفعية كثيفة اندلعت بين قوات النظام والمفترضين في الجيش في حمص، معتبرا انها اليوم الخامس من «الحصار الوحشي على المدينة الشجاعة». وقتل أكثر من 110 أشخاص في الأسبوع الماضي في حمص وفقا لشبكة ناشطين في لجان التنسيق المحلية.

#### 8 نوفمبر
وفي منطقة حماه الواقعة على بعد 50 كيلومترا شمال حمص، يمكن رؤية الدبابات والعربات المدرعة باتجاه وسط المدينة حيث يحاصر القناصون وانصار الحكومة المسلحة مجمعا طبيا ومقر حزب البعث الحاكم. وأفادت شبكة الناشطين أن خمسة أشخاص قتلوا في حماة. وقالوا إنه يمكن سماع انفجارات وإطلاق نار كثيف في المدينة، وتم تعطيل خدمات الكهرباء والإنترنت.

#### 10 نوفمبر
افاد ناشطون من المرصد السوري لحقوق الإنسان ان قوات الأمن السورية داهمت منازل مواجهات بين الجنود والمنشقين اليوم الخميس مما ادى إلى مقتل 21 شخصا على الاقل بينهم فتاة في الثامنة من العمر وستة جنود. وفي بعض الهجمات، فتحت قوات الأمن النار أثناء قيامها بغارات بحث عن منشقين في مناطق منها ضواحي العاصمة ودمشق ودير الزور وحماة ودرعا وحمص

#### 11 نوفمبر – «جمعة تجميد عضوية سوريا في جامعة الدول العربية»
وقال ناشطون سوريون إن ما لا يقل عن 30 مدنيا قتلوا على يد قوات الأمن السورية وقوات الجيش السوري. تم الإبلاغ عن معظم الضحايا في مدينة حمص المضطربة، حيث جددت هيومن رايتس ووتش الاتهامات بجرائم النظام ضد الإنسانية. وجاءت هذه المواجهات وسط مسيرات جماهيرية مناهضة للنظام تطالب الجامعة العربية بتعليق عضوية سوريا في الهيئة العربية لمكافحة عقوبة القمع الوحشية التي دامت ثمانية أشهر على المعارضة. وقال المرصد السوري لحقوق الإنسان في بيان صادر عن نيقوسيا أن قوات الأمن قامت بتفريق مظاهرات في الملعب، وهي إحدى الطرق الرئيسية في حمص، إلا أن التجمعات انتقلت وأنتشرت في ثمانية أحياء، منها البياضة والغوطة وبابا عمرو. وفقا لوكالة فرانس برس. وفي مقاطعة ادلب شمال غرب تركيا، اندلعت مظاهرات بعد صلاة الجمعة في منتصف النهار. واعلن المرصد أيضا عن احتجاجات جماهيرية في شيخون ادلب في اعقاب «انسحاب قوات الأمن من المباني الحكومية في اعقاب اشتباكات عنيفة» وان «قوات الأمن اطلقت نيرانا كثيفة لتفريق مظاهرات» في منطقة دير الزور الشرقية. في دمشق، نشرت قوات الأمن في شوارع برزة ونشرت قناصة على أسطح المنازل، بعد موجة من الاعتقالات والعنف المميت هزت حي العاصمة، في بلدة بوسرت الشام في محافظة درعا مهد الثورة «الأمن القوات قتلوا شخصا واحدا ميتا».

#### 12 نوفمبر
وأعلنت الجامعة العربية أنها ستعلق سوريا اعتبارا من 16 نوفمبر / تشرين الثاني عن حملة القمع العنيفة ووعدت بفرض عقوبات جديدة، كما حثت الدول الأعضاء على سحب سفراء من دمشق. تعرضت السفارات السعودية والقطرية لهجوم من قبل الحشود في دمشق. كما تعرضت القنصليات التركية والفرنسية في اللاذقية لهجوم من قبل الحشود.

#### 13 نوفمبر
وقد احتج مئات الآلاف من أنصار نظام الأسد على قرار الجامعة العربية. وظهرت احتجاجات ضد قرار البطولات العربية في دمشق وطرطوس واللاذقية. من جهة أخرى، شنت قوات الأمن السورية اليوم الأحد حملة ضد المعارضة، مما اسفر عن مصرع خمسة اشخاص في مدينتي حمص وحماة، وفق ما افاد ناشطون في مجال حقوق الإنسان. وقال المرصد السوري لحقوق الإنسان في رسالة تلقتها في نيقوسيا ان «قوات الأمن فتحت النار مما اسفر عن مقتل أربعة اشخاص في حماة». وقال المرصد في مدينة حمص الوسطى ان أحد القناصة قتل شخصا في شارع القاهرة في وقت مبكر من صباح اليوم. واضاف المصدر نفسه ان طلاب الهندسة اصيبوا بجروح جراء اطلاق نار من نوع «قذائف الهاون» على مبنى هيئة التدريس في جامعة البعث في حمص. وتوفي مدنيان، أحدهما في حمص والآخر في حماة، متأثرين بجروح طفيفة في اليوم السابق. وقال المرصد إن المنشقين المشتبه بهم في الجيش نصبوا كمين وقتلوا اثنين من الجنود الموالين الذين كانوا يقومون بدوريات في بلدة القصير بالقرب من حمص وبحلول نهاية اليوم، قتلت قوات الأمن السورية 26 شخصا في جميع أنحاء سوريا.

#### 14 نوفمبر
قتل ما لا يقل عن 16 شخصا في اشتباكات في درعا وحولها، في حين قتل ثلاثة في حمص وقتل واحد وأصيب 11 في سارامين. وقال ناشطون ان الجيش قتل 20 شخصا في هجوم على خربة غزالة بالقرب من الحدود الأردنية بينهم مدنيون ومقاتلون مسلحون. ووافق الاتحاد الأوروبي على توسيع العقوبات ضد مسؤولي النظام، في حين قال وزير الخارجية الروسي سيرغي لافروف إنه يعتقد أن تعليق الجامعة العربية هو حيلة من قبل الدول الغربية لزعزعة استقرار سوريا. وقتلت القوات المدعومة بالدروع 20 شخصا ومنشقين للجيش ومتمردين ومدنيين، في هجوم على خربة غزالة في سهل حوران، وفي القتال الذي أعقب ذلك قرب البلدة. وقتل عدد مماثل من الجنود.

#### 15 نوفمبر
ارتفع عدد القتلى إلى 70 شخصا مع استمرار القتال في 15 نوفمبر، وفقا لما ذكره نشطاء. أعلن المرصد السوري لحقوق الإنسان الذي يتخذ من المملكة المتحدة مقرا له اليوم الثلاثاء ان 27 مدنيا قتلوا برصاص قوات الأمن كما قتل 34 جنديا و 12 من الفارين من الجيش. وقال المرصد في بيان ان معظم الضحايا قتلوا في محافظة درعا جنوب العراق. وقال البيان ان «23 شخصا قتلوا برصاص قوات الأمن على طول الطريق بين بلدتي خربة غزال وحراك». قتل ما لا يقل عن أربعة مدنيين آخرين بنيران قوات الأمن في مدينة حمص، وهي مركز احتجاج في وسط سوريا، حسبما ذكرت جماعة الحقوق. تعرضت السفارة الأردنية في دمشق لهجوم من قبل الموالين للأسد بعد أن انتقد الملك عبد الله الثاني العنف ودعوا بشار الأسد إلى التراجع. ويدعو المجلس الوطني السوري قوات حفظ السلام التابعة للأمم المتحدة إلى سوريا.

#### 16 نوفمبر
ووفقا لمصادر المعارضة، هاجم الفارين من الجيش السوري مكتبا للاستخبارات العسكرية في حرستا، بالقرب من العاصمة دمشق، مما أسفر عن مقتل ستة جنود وإصابة أكثر من 20 آخرين. وقال عمر إدليبي، المتحدث باسم بيروت، إن «الجيش الحر السوري أصاب صواريخ وآر بي جي» لجان المعارضة المحلية السورية المعارضة. وقال المرصد السوري لحقوق الإنسان في لندن إن منشقين من الجيش قتلوا أيضا ثمانية جنود وجرح العشرات في هجوم على نقطة تفتيش أمنية في بلدة كفر زيتا في حماة.
كما قتل 17 مدنيا آخرين عندما أطلقت القوات السورية النار على المتظاهرين المناهضين للحكومة في عدة مناطق من البلاد، وفقا لما ذكرته لجان الثورة السورية المعارضة. وكان معظم الوفيات في المحافظات المضطربة في حمص وإدلب، حيث شارك السكان في أعمال العصيان المدني للاحتجاج على الحملة الحكومية.

#### 17 نوفمبر
ويضيف الأردن والصين الضغط على سوريا. قتلت قوات الأمن السورية 13 شخصا، بينهم تسعة مدنيين وأربعة من المنشقين عن الجيش. الجيش السوري يزرع الألغام على طول الحدود الأردنية. ألمانيا، بريطانيا، فرنسا تسعى إلى عمل الأمم المتحدة ضد سوريا.

#### 18 نوفمبر – «جمعة طرد السفراء»
اطلقت قوات الأمن السورية النار على ما لا يقل عن 20 شخصا اليوم الجمعة عندما فتحوا النار لتفريق المتظاهرين الذين حثوا الدول على طرد سفراء سوريا، وفقا لما ذكره ناشطون ل «العربية»، حيث دعت روسيا إلى ضبط النفس ازاء ازمة دمشق. ووقعت احتجاجات مناهضة للحكومة في ريف دمشق وحلب وحمص وحماة ودير الزور ودرعا. افاد المرصد السوري لحقوق الإنسان اليوم الجمعة ان ثلاثة اشخاص قتلوا في ريف دمشق بينما اصيب اثنان اخران بجروح في مدينة حمص وسط مدينة حمص وسط مدينة حماة في وسط البلاد. وقال المرصد الذي يتخذ من بريطانيا مقرا له ان خمسة اشخاص بينهم صبي يبلغ من العمر 14 عاما قتلوا بالرصاص في بلدة درعا جنوب البلاد، مهد الانتفاضة ضد نظام الاسد الاستبدادي. واوضحت الوكالة ان حوالى 30 شخصا اصيبوا بجروح في حمص وفي ريف حرستا في ريف دمشق وفي معرة نعمان في اقليم ادلب (شمال غرب) كما افاد المرصد ولجان التنسيق المحلية المعارضة. وقالت الحكومة السورية انها ستوافق على مراقبين اجانب ولكن بشروط. ولم تقدم الجامعة العربية ردا رسميا بعد.

#### 19 نوفمبر
انتهت المهلة النهائية للجامعة العربية لدمشق، في حين قتلت قوات الأمن السورية 12 مدنيا على الأقل، بينهم طفلان، بالإضافة إلى 25 متظاهرا قالت لجان التنسيق المحلية إنها قتلت يوم السبت.

#### 20 نوفمبر
كانت هناك تقارير عن إطلاق قذائف صاروخية على مبنى حزب البعث في وسط دمشق من قبل الجيش السوري الحر.

#### 21 نوفمبر
ذكرت مصادر حقوقية ومجموعات ناشطة ان أربعة اشخاص على الاقل قتلوا اليوم الاثنين في مدينة حمص وسط مدينة حمص. وقال المرصد السوري لحقوق الإنسان ان «شخصين قتلا واصيب سبعة اخرون بجروح في حمص بينما توفي اثنان اخران واصيب ثمانية اخرون بجروح في اطلاق نار خلال غارات شنتها قوات الأمن وقوات الأمن صباح اليوم الاثنين». وقال المرصد الذي يتخذ من بريطانيا مقرا له في بيان تلقاه في نيقوسيا ان الجيش اقتحم بلدات كرناز ولاتالمله وكفر نابود في محافظة حماة. أصيب شخصان بعد هجوم قوات الأمن السورية على حافلة تقل مواطنين أتراك في الحج إلى المملكة العربية السعودية.

#### 22 نوفمبر
طلبت بريطانيا وفرنسا وألمانيا من الأمم المتحدة أن تصدر قرارا يدين العنف السوري ضد المتظاهرين المعارضين.

#### 23 نوفمبر
وأكد وزير الخارجية الفرنسي آلان جوبيه لقوات المعارضة السورية أن سلطات حلف شمال الأطلسي تنظر في إطلاق تدخل بفرض «ممرات إنسانية أو مناطق إنسانية» باسم حماية المدنيين من الانتهاكات المزعومة لنظام الأسد.
وتفيد شبكة «العربية» أن 12 شخصا قتلوا في اشتباكات بين قوات الأمن السورية والمتظاهرين المناهضين للنظام.

#### 25 نوفمبر – «الجيش السوري الحر يحميني'»
ومع احتجاجات الجمعة، دعت روسيا والصين وشركاؤها في مجموعة بريكس من الاقتصادات الناشئة سوريا إلى بدء محادثات مع المعارضة وحذرت من التدخل الأجنبي دون دعم من الأمم المتحدة. الموعد النهائي لسوريا لتفادي فرض عقوبات على جامعة الدول العربية.
ادعى الجيش السوري أن الجيش السوري الحر هاجم قاعدة عسكرية في محافظة حمص، مما أسفر عن مقتل 10 أفراد من سلاح الجو الأسد. ومن بين القتلى العشرة، كان ستة من «الطيارين العسكريين النخبة» في كمين محافظة حمص

#### 26 نوفمبر
نصب الجيش السوري الحر كمينا للجيش السوري في إدلب، مما أسفر عن مقتل ثمانية جنود موالين. الجيش السوري الحر لم يسفر عن إصابات.

#### 27 نوفمبر
ووافقت الجامعة العربية على فرض عقوبات اقتصادية على سوريا، بما في ذلك تجميد التعامل مع البنك المركزي السوري والحكومة السورية، وحظر السفر على مسؤولي النظام، وتعليق الإنفاق على البنية التحتية من قبل الحكومات العربية في سوريا.

#### 29 نوفمبر
وأصيب ثلاثة مدنيين وجرح آخر في غارة شنتها قوات الأمن في بلدة سراقب. كما قتل الجيش السوري الحر ثلاثة جنود موالين وأسر اثنين آخرين.

### ديسمبر 2011

#### 1 ديسمبر
وذكرت الامم المتحدة ان عدد القتلى وصل إلى أكثر من 4 الاف شخص. في ضوء الخسائر البشرية والعدد المتزايد من الانشقاقات على الجيش السوري الحر، أصبحت الأمم المتحدة الآن «تميزها بأنها حرب أهلية». وفي الوقت نفسه، قتل 23 شخصا في جميع أنحاء سوريا، بينهم طفلان، ومعظم الوفيات وقعت في حماة. سلمت روسيا صواريخ P-800 أونيكس (ياخونت) الأسرع من الصوت ضد السفن إلى الجيش السوري.

#### 2 ديسمبر – «جمعة المنطقة العازلة السورية»
افاد ناشطون ان عشرات الالاف ساروا اليوم الجمعة في سوريا احتجاجا على اقامة منطقة عازلة لحماية المدنيين حيث قتلت قوات الأمن خمسة اشخاص على الاقل. وقال رامي عبد الرحمن رئيس المرصد السوري لحقوق الإنسان ان أكبر احتجاجات جرت في محافظة حمص وسط مدينة حماة الشمالية. وقال عبد الرحمن لوكالة فرانس برس «في 17 محافظة (في مدينة) حمص و 9 مدن مجاورة على الاقل دعا عشرات الالاف من الناس إلى اقامة منطقة عازلة لضمان حمايتهم». واضاف ان «حماه شهدت امس الجمعة أكبر احتجاجات منذ دخول الجيش إلى المدينة في آب / أغسطس». وحدثت احتجاجات أصغر في حلب، وفي محافظة دمشق وفي محافظة درعا الجنوبية.
وحدث المزيد من الانشقاقات عندما وقع هجوم آخر للجيش السوري الحر بالقرب من اللاذقية. هاجم الجيش السوري الحر مكتب المخابرات الجوية، مما أسفر عن اشتباك استمر ثلاث ساعات وانتهى بقتل ثمانية على الأقل من ضباط المخابرات. وكانت هناك تقارير عن إطلاق نار وقصف عنيف بالقرب من الحدود اللبنانية، فضلا عن قتال عنيف في قرية تكلخ. وقتلت قوات الأمن السورية عشرين شخصا؛ وقعت معظم الوفيات في حمص وحماة.

#### 3 ديسمبر
وقتل ما مجموعه 23 شخصا في سوريا، بينهم 11 مدنيا قتلتهم قوات الأمن. وفي محافظة ادلب قتل سبعة جنود بينهم ضابط وخمسة منشقين في اشتباكات. كما شوهدت الدبابات تتحرك إلى إدلب، كما شوهدت دبابة تحترق هناك أيضا. أدانت الحكومة السورية تصويت الأمم المتحدة على انتهاكات حقوق الإنسان التي ارتكبتها قوات الأمن السورية. وزعمت الحكومة السورية أن التصويت كان غير عادل واستند إلى معلومات كاذبة.

#### 4 ديسمبر
وقال ناشطون ان ما لا يقل عن عشرة من رجال الشرطة السرية السورية انشقوا عن مجمع استخباراتى في ما يبدو انه أول هروب كبير من الخدمة التي كانت بمثابة دعامة لحكم الرئيس الاسد. ثم اندلع تبادل لاطلاق النار بين عشية وضحاها بعد فرار المنشقين من مجمع المخابرات الجوية بوسط مدينة ادلب. وقال النشطاء يوم الأحد إن عشرة أشخاص من الجانبين قتلوا أو جرحوا، وفقا لرويترز. 133

#### 5 ديسمبر
واوضح المرصد السوري لحقوق الإنسان انه تم اختطاف سائق حافلة و 13 راكبا من قبل الشبيحة قرب حمص. وذكر المرصد ان سبعة اشخاص قتلوا في محافظة حمص على يد قوات الأمن، كما قتل 63 شخصا، نصفهم على الاقل في حمص، في نهاية الاسبوع. وقتل مقاتلون من الجيش الحر أربعة من أفراد قوات الأمن، بمن فيهم ضابط في داعل بمحافظة درعا، وفقا للتقرير نفسه. تم اعتقال 18 طالبا، وفقا للمرصد.

#### 7 ديسمبر
وأطلق سراح مقابلة بين بشار الأسد وصحيفة أبك نيوز الصحفية باربرا والترز. في مقابلة مع الأسد ادعى أنه لم يكن مسؤولا عن الحملة العسكرية وقال انه لا يشعر بالذنب لأن حكومته لا تفعل شيئا خاطئا.

#### 8 ديسمبر
قالت مجموعات ناشطة إن 13 شخصا قتلوا على يد قوات الأمن في جميع أنحاء سوريا. وهاجمت خط أنابيب النفط الذي يخدم مصفاة في حمص، وأشعلت النيران، وهو هجوم شنته سانا على «إرهابيين مسلحين»، وألقى المتظاهرون باللوم على قوات الأمن والشبيحة.

#### 9 ديسمبر – «جمعة كرامة الإضراب»
وأفاد المرصد السوري لحقوق الإنسان واللجنة العامة للثورة السورية أن ما لا يقل عن 41 شخصا، من بينهم سبعة أطفال وثلاثة من المنشقين عن الجيش، قتلوا على يد قوات الأمن التي حاولت تعطيل مسار «إضراب الكرامة» على مستوى البلاد. وكان العديد من القتلى في حمص، مركز المعارضة الواقعية، حيث اشتبكت وحدات الجيش السوري الحر مع أفراد الأمن. وقال المجلس الوطني السوري إن قوات الأسد تجمعوا بالآلاف حول المدينة للتحضير ل «مجزرة وشيكة». ويزعم أن الجيش حذر من أن حمص لديها 72 ساعة للامتثال لإنذار لإنهاء الاحتجاجات. كما أفيد عن وقوع اشتباكات واعتقالات في حلب ومحافظة إدلب ودمشق.

#### 10 ديسمبر
توفي ما لا يقل عن 12 شخصا بينما هاجمت القوات السورية مواجهات جنازة واشتبكت مع المنشقين من الجيش السوري الحر. ودعت حكومة فرنسا إلى مشاركة المجتمع الدولي .

#### 11 ديسمبر
أمرت لجنة الأوراق المالية والبورصات الأمريكية ما لا يقل عن 12 شركة مدرجة في الولايات المتحدة بتقديم تفاصيل عن أعمالها في سوريا وإيران، وفقا لما ذكرته صحيفة فايننشال تايمز. بالقرب من الحدود الأردنية، اقتحمت أكثر من دبابة من اللواء المدرع الثاني عشر بصرى الحرير، مما أثار ما وصفته رويترز والجزيرة بأنه «معركة كبرى» مع الجيش السوري الحر وعناصر مسلحة أخرى في المدينة. وكان القتال مكثفا بشكل خاص في منطقة لوخا من التلال الصخرية شمال بوسرا الحرير، التي استخدمها المنشقون كقاعدة لمضايقة خطوط الإمداد العسكرية وتعطيلها. وفي الوقت نفسه اتهم وزير الخارجية الفرنسى الآن جوبيه بالهجوم على قوات حفظ السلام الفرنسية في جنوب لبنان على حزب الله وقال ان حكومته تعتقد ان المهاجمين تصرفوا بناء على اوامر من دمشق. داخل سوريا، لم تفتح العديد من المحلات التجارية بسبب إضراب على الصعيد الوطني، وتفاخرت المعارضة بالإضراب على نحو فعال بإغلاق دمشق. وفي خضم الاحتجاجات والقتال في أماكن أخرى من البلاد، أفاد نشطاء معارضون عن مقتل 26 شخصا على يد قوات الأمن، من بينهم تسعة قتلى في حمص، و 6 قتلى في حماة، و 3 قتلى في درعا، واثنان في إدلب، واثنين من خارج دمشق. كما ادعوا مقتل خمسة جنود سوريين. ولم تتبع أكبر مدينتين سوريتين، دمشق وحلب الاضراب الذي دعت إليه المعارضة، وكانت معظم الأعمال تعمل كالمعتاد.

#### 12 ديسمبر
وقال نافي بيلاي، مفوض الأمم المتحدة السامي لحقوق الإنسان، إن أكثر من 5000 قتلوا في سوريا منذ اندلاع الانتفاضة والقمع. دافع وزير الخارجية الروسي سيرغي لافروف، الذي واجهت حكومته احتجاجات خلال الشهر، عن الأسد وقال إن الغرب لا ينبغي أن يدعوه للتنحي، وأن يدين أعمال الجيش السوري الحر. وفي واشنطن العاصمة التقى الرئيس الأمريكي باراك أوباما مع رئيس الوزراء العراقي نوري المالكي وناقش موضوع سوريا. وفي مؤتمر صحفى عقب الاجتماع قال اوباما انه والمالكي يختلفان حول الاجراء الذي يجب اتخاذه ولكنه قال انه يعتقد ان المالكي يأخذ مصالح العراق الفضلى. وكرر المالكي معارضته للعقوبات الاقتصادية المفروضة على سوريا. واستمر الإضراب على الصعيد الوطني في سوريا، وأفاد المرصد السوري لحقوق الإنسان عن مقتل 15 شخصا في جميع أنحاء البلاد، ومعظم أعمال العنف في محافظة حمص وإدلب.

#### 13 ديسمبر
وقال ناشطون ان 28 شخصا على الاقل قتلوا خلال النهار، مع وقوع معظم الوفيات في محافظة ادلب. وقيل إن 11 مدنيا قتلوا بعد إغلاق طريق شرياني، وأصيب 26 آخرون بجراح. واعلنت سانا ان 15 مسلحا اعتقلوا في محاولة «التسلل» عبر الحدود التركية وقتل اثنان منهم. وقال وزير الخارجية الروسي لافروف بعد محادثاته مع نظيره الجزائري مراد ميدلسي ان موسكو قررت دعم مبادرة الجامعة العربية في سوريا وتريد مراقبين لمراقبة انسحاب القوات من المدن السورية الكبرى. وأفاد المرصد السوري لحقوق الإنسان بأن الجيش السوري الحر نصب كمينا وقتل سبعة من قوات الأمن السورية في باب الهوى بمحافظة إدلب.
كما قتل الجيش الحر ضابطا كبيرا يدعى العميد غانم إبراهيم الحسن، وفقا لما ذكرته وكالة الانباء السورية. وادعى جهاز الإعلام الذي تديره الدولة أنه كان انتقاما بسبب اعتراضه عند المعبر الحدودي في وقت سابق من ذلك اليوم.
في الساعات الأولى من الصباح، تم تفجير خط أنابيب نفط بالقرب من الرستن في وسط سوريا، مع كل من الحكومة والمعارضة اللوم على بعضهما البعض بسبب الهجوم.
أعلنت الأمم المتحدة رسميا أن ما لا يقل عن 5000 سوري قد لقوا مصرعهم في الانتفاضة.

#### 14 ديسمبر
وأفيد بأن الجنود الموالين أطلقوا النار على سيارة مدنية في 14 ديسمبر / كانون الأول، مما أسفر عن مقتل خمسة أشخاص، ردا على ذلك، قام الجيش السوري الحر بنصب كمين ضد قافلة موالية تتألف من أربع سيارات جيب، مما أسفر عن مقتل ثمانية جنود.
وأفيد بأن ما مجموعه 25 شخصا، 17 منهم من المدنيين، قتلوا في 14 كانون الأول / ديسمبر.
شنت قوات الأمن غارة على حماة بهدف إنهاء الإضراب الذي استمر ثلاثة أيام من قبل المعارضة، مما أسفر عن مقتل عشرة أشخاص على الأقل وتدمير عربات مدرعة من قبل المتمردين المسلحين، وربما الجيش السوري الحر.

#### 15 ديسمبر
وشارك الجيش الحر في وحدات عسكرية موالية ووكلاء أمن جنوب دمشق في 15 كانون الأول / ديسمبر، مما أدى إلى مقتل 27 مواطنا وعدد غير معروف من ضحايا الجيش السوري الحر. اندلعت الاشتباكات في ثلاث نقاط تفتيش منفصلة في محافظة درعا فجر اليوم.

#### 16 ديسمبر – «جمعة جامعة الدول العربية تقتلنا»
خرج مئات الآلاف من السوريين إلى الشوارع يوم الجمعة احتجاجا على الرئيس بشار الأسد، بعد يوم واحد من شحذ القوى الكبرى في سوريا شددت روسيا انتقاداتها لدمشق في مشروع قرار للأمم المتحدة. وقتل ما لا يقل عن 22 شخصا بنيران قوات الأمن السورية خلال التجمعات التي أطلق عليها المتظاهرون «الجامعة العربية تقتلنا»، وفقا لما ذكرته قناة العربية نقلا عن ناشطين سوريين. وقال ناشطون إن عمليات القتل وقعت يوم الجمعة، بعد صلاة منتصف الليل في مدينة دير الزور الشرقية وحمص، وهي بؤرة المعارضة لأربعة عقود من حكم الأسد القمعي الأسري، وفقا لرويترز. وكان المتظاهرون الأكبر منذ أغسطس / آب، حيث أبلغ المرصد السوري لحقوق الإنسان عن أكثر من 200 ألف شخص في حمص، وكذلك مظاهرات كبيرة في إدلب ودرعا ودير الزور وحماة وحلب ودمشق.

#### 17 ديسمبر
2 جنود الجيش السوري قتلوا على يد قوات الأمن.

#### 18 ديسمبر
افاد ناشطون فلسطينيون ان اشتباكات مسلحة اندلعت اليوم الأحد في سوريا مما اسفر عن مقتل 15 مدنيا و 6 جنود سوريين. معزولة وواجهت حرب أهلية محتملة، يبدو أن سوريا تنحني نحو السماح لمراقبي الجامعة العربية كخطوة نحو إنهاء الصراع.

#### 19 ديسمبر
وقال المرصد السوري لحقوق الإنسان في بيان نشرته وكالة فرانس برس في نيقوسيا ان ما بين 60 و 70 من الفارين من الجيش قتلوا بالرصاص بينما تخلوا عن مواقعهم في بلدتي ادلب وقصف عواض في ادلب. وأفاد المرصد في وقت سابق أن قوات الأمن قتلت ما لا يقل عن ستة مدنيين يوم الاثنين، حتى مع موافقة النظام السوري على السماح للمراقبين العرب بالدخول إلى البلاد لمراقبة اتفاق لإنهاء حملة احتجاج دموية. وبحسب السكان المحليين، فإن عدد القتلى في هذا اليوم ارتفع إلى أكثر من 100 شخص مع مقتل الفارين من الجيش، والقمع في جميع أنحاء البلاد، والقتال بين الجنود السوريين والجنود السوريين الحرين.

#### 20 ديسمبر
اعلنت منظمة حقوقية ان ما لا يقل عن 100 من الفارين من الجيش السوري قتلوا أو جرحوا في اشتباكات و 49 مدنيا قتلوا اليوم الثلاثاء في حين واجهت دمشق مطالب جديدة لوقف الحملة الدموية ضد المعارضة. وحث مجلس التعاون الخليجي الحكومة السورية على «الوقف الفوري لآلة القتل، ووضع حد لإراقة الدماء، ورفع كل علامات النزاع المسلح، وإطلاق سراح السجناء، كخطوة أولى نحو تنفيذ البروتوكول».
وقال المرصد السوري لحقوق الإنسان إن 14 من أفراد قوات الأمن قتلوا في محافظة درعا الجنوبية، حيث اندلعت الاحتجاجات في منتصف مارس / آذار.
قتلت القوات الموالية للرئيس السوري بشار الأسد 111 مدنيا في محافظة إدلب الشمالية الغربية، وفقا للمرصد السوري لحقوق الإنسان.

#### 21 ديسمبر
واتهمت قوات الأمن السورية بقتل قرية كفر عويد بأكملها، على بعد حوالي 30 ميلا من الحدود التركية، بصواريخ ومدافع رشاشة ودبابات وقنابل الأظافر. وقد حاصر الجيش السوري القرويين العزل في وادي بودنايا بعد إجبارهم على الفرار من منازلهم، كما قالت مجموعات ناشطة وشهود عيان. وقيل إن القوات قتلت أكثر من 100 شخص محاصرين داخل في هجوم استمر لساعات، في واحدة من أكثر الأحداث فتكا في الانتفاضة حتى الآن.
وبموجب قانون جديد، قالت الحكومة السورية إنها ستنفذ أي شخص يهرب الأسلحة من أجل ارتكاب «أعمال إرهابية». ووفقا ل «الجزيرة»، أصبح واضحا أن «المنشقين عن الجيش سيطروا على بعض البلدات والقرى، كما لو أنهم خلقوا نوعا من المنطقة الآمنة، حيث كان المتظاهرون من مناطق أخرى يسعون إلى ملاذ آمن، حيث تمكن المنشقون من العمل من».
وأفادت وسائل الإعلام الرسمية السورية أن الجيش اعتقل عشرات المسلحين واستولوا على أسلحة في العمليات في جميع أنحاء البلاد.
أفادت سانا بأن مؤيدي الأسد تجمعوا في ساحة الأمويين في دمشق لتكريم الجيش ومشاهدة الكشف عن تمثال يبلغ طوله 7 أمتار لجندي سوري.

#### 22 ديسمبر
وقال المرصد السوري لحقوق الإنسان ولجان التنسيق المحلية ومقرها لندن ان غارات جديدة واطلاق نار من قبل القوات الحكومية قتلت الخميس 19 شخصا على الاقل معظمهم في وسط مدينة حمص وشمال محافظة ادلب. وقامت الحكومة السورية بتحديث أرقام الخسائر من جنودها إلى 2000، حيث أعدت جامعة الدول العربية بعثة مراقبين متفق عليها في البلاد، من بين ارتفاع عدد القتلى من المدنيين والمنشقين والجنديين جراء الاشتباكات الجارية في جبال الزاوية قرب إدلب.

#### 23 ديسمبر – «جمعة نظام الموت»
وقد أسفر انفجار سيارتين مفخختين في دمشق في مكاتب الأمن عن مقتل مدنيين وبعض الجنود، مما أسفر عن مقتل 44 شخصا وإصابة 163 آخرين. وقال مسؤولون سوريون ان تنظيم القاعدة يشتبه في انه نفذ الهجوم. وقد ظهر موقع على شبكة الإنترنت، كان يفترض أنه ينتمي إلى جماعة الإخوان المسلمين، يدعي الهجمات. وكشف في وقت لاحق أن الموقع كان مزيفا ومصنوعا من قبل النظام السوري قبل يوم واحد فقط من التفجيرات. كما تمت مقابلة العديد من أعضاء المنظمة على عدة قنوات ونفى أي علاقة بينهم وبين أحداث دمشق. وفي الوقت نفسه، قالت المعارضة إن الحكومة السورية قد تكون قد دبرت الهجمات لتعزيز سردها لبلد يعاني من العنف المرتبط بالإرهاب. وأفادت التقارير أن حكومة لبنان حذرت دمشق قبل يومين من تسلل تنظيم القاعدة إلى سوريا من عرسال، لبنان.
وحدثت احتجاجات يوم الجمعة في جميع أنحاء سوريا، وخاصة في إدلب وحمص والقامشلي وحماة ودمشق وضواحيها. وقتل ما لا يقل عن 28 شخصا مع استمرار قوات الأمن السورية في قمعها ضد المتظاهرين والمنشقين في البلاد، وفقا لما ذكرته العربية، نقلا عن ناشطين سوريين.

#### 24 ديسمبر
وتجمع الآلاف لدعم الأسد في دمشق في جنازة ضحايا التفجيرات التي وقعت في اليوم السابق، متهمة اللوم على الهجمات على المعارضة السورية وقطر. أدان الأمين العام لجامعة الدول العربية نبيل العربي الهجمات في بيان. وفي الوقت نفسه، قال وزير النفط سفيان علو إن إنتاج النفط في سوريا انخفض بنسبة تتراوح بين 30٪ و 35٪ بسبب العقوبات الأجنبية التي تمنع الصادرات. وصل الجنرال السوداني محمد أحمد مصطفى الدابي، قائد بعثة مراقبين من جامعة الدول العربية، إلى دمشق للاجتماع مع الحكومة السورية قبل بدء البعثة رسميا.

#### 25 ديسمبر
ودعا برهان غليون الجامعة العربية ومجلس الأمن الدولي إلى تنسيق الجهود الرامية إلى مساءلة الحكومة السورية عن سفك الدماء. وقال ناشطون ان 15 مدنيا على الاقل قتلوا في حي الحمصي ببابا عمرو بقصف مدفعي. وأفادت التقارير أن ما يصل إلى 4000 جندي قد حاصروا المدينة.

#### 26 ديسمبر
قال السكان إن 34 شخصا على الأقل قتلوا في حمص، في حين قال المرصد السوري لحقوق الإنسان في لندن إن أربعة أشخاص توفوا في حماة، وتوفي اثنان في إدلب، وتوفي شخص واحد في درعا، وتوفي شخص آخر في إحدى ضواحي دمشق نتيجة لقوات الأمن ، حيث بلغ مجموع عدد القتلى 42 شخصا في جميع أنحاء البلاد فيما يتعلق بانتفاضة اليوم. وقام بعض سكان حمص بنشر فيديو هواة على شبكة الإنترنت يظهر ما يبدو أنه دبابات تابعة للجيش تتحرك عبر المدينة، وأطلقوا النار على مبان سكنية بمدافع رشاشة وقذائف هاون، وجثث ومجموعات من الدماء، فضلا عن السيارات المدمرة وخطوط الكهرباء، شوارع المدينة. وأفاد أحد السكان على الأقل بأنه رأى سيارات إسعاف تابعة للجيش تحمل جنودا مصابين، مما يشير إلى أن عناصر من المعارضة السورية تقاتل ضد الحملة العسكرية في حمص. كما أبلغ المرصد عن وقوع اشتباكات واعتقالات في حلب. وفي الوقت نفسه، توجه 50 من مراقبي الجامعة العربية إلى دمشق حيث سعى أعضاء المعارضة للتقليل من شأن المهمة، قائلين إن السلطات السورية من المرجح أن تعيق فرصها في كشف الحقيقة وتمنع وصول المراقبين إلى بعض من أكثر المناطق تضررا في البلاد، وأصرت الحكومة الفرنسية على مزيد من الشفافية. ووصل المراقبون إلى العاصمة السورية بعد غروب الشمس، وفقا لمصادر لرويترز.

#### 27 ديسمبر
وأفادت التقارير أن ما لا يقل عن 11 دبابة كانت تقصف حي بابا عمرو في حمص، وفقا لسكان ونشطاء معارضين، انسحبت قبل زيارة مراقبي جامعة الدول العربية إلى المدينة. أكثر من ألفي شخص من حمصيس خرجوا للاحتجاج في انتظار وصول فريق الجامعة العربية، كما قال أحد الناشطين. وأفادت قناة الجزيرة أن آلاف آخرين ساروا احتجاجا على جنازة أحد سكان المدينة قتلوا في اليوم السابق. وقال المرصد السوري لحقوق الإنسان إن عدد المتظاهرين في حي الخالدية يبلغ 20 ألفا، في حين قالت لجان التنسيق المحلية إن نسبة الإقبال كانت قريبة من 35 ألفا.
وأفادت التقارير أن أكثر من 70,000 متظاهر التقوا على ساحة الساعة في وسط المدينة، على ما يبدو بعد سماع مراقبين من جامعة الدول العربية كانوا في المنطقة، لكن ناشطا قال إن قوات الأمن بدأت في إطلاق الغاز المسيل للدموع والذخيرة الحية ومنعهم من احتلال الساحة. وفي مكان آخر في حمص، بما في ذلك في بابا عمرو المحاصر، قال المرصد إن إطلاق النار، بما في ذلك طلقات القناصة، عرقل حرية حركة السكان. وعلى الرغم من أن الجنرال دابي، قائد فريق المراقبين، قال إن اليوم يسير على ما يرام، وأن «جميع الأطراف كانت متجاوبة جدا»، ويبدو أن لقطات الفيديو الهواة التي نشرت على شبكة الإنترنت تظهر حمصيس المناهض للحكومة دون جدوى مناشدة المراقبين إلى السفر إلى بابا عمرو حيث تم الإبلاغ عن عنف واسع النطاق.
وقد ادعى آفاز مشاهد مماثلة للاحتجاجات المدنية وعنف النظام في حماة حيث كان الآلاف من المتظاهرين يسيرون إلى ساحة العاصي في وسط المدينة متناثرين من قبل القوات التي أطلقت الذخيرة الحية، وفقا لما ذكره نشطاء. وقد تم الإبلاغ عن 33 حالة وفاة في جميع أنحاء سورية من قبل لجنة التنسيق، منها 13 في حمص، وأربع في درعا، وأربعة في دمشق، وثلاثة في جامعة دمشق، وثلاثة في حماة، وثلاثة في إدلب، واثنتان في دير الزور، اللاذقية. ووقع الحادث في جامعة دمشق عندما ادعى المرصد أن طالبا احتجزه وعذبه مؤخرا النظام فتح النار على زملائه من الطلاب الذين دعموا بصراحة الأسد. وأفادت وكالة الأنباء العربية السورية عن إطلاق النار على المدرسة، لكنها لم تذكر أي دافع سياسي على مطلق النار. كما ادعت سانا أن هجوم إرهابي أغلق عملية ضخ الغاز الطبيعي في محافظة حمص.

#### 28 ديسمبر
وقال ناشطون ان 13 شخصا على الاقل قتلوا في أعمال عنف جديدة في سوريا حيث واصل مراقبو الجامعة العربية مهمتهم. وقيل إن ستة من القتلى قتلوا أثناء احتجاجهم في حماة. وتقول منظمات حقوقية محلية إن آخرين قتلوا في حمص وحلب وإدلب. وأظهر الفيديو الذي شاركه ناشطون من الاحتجاج في حماة إطلاق طلقات نارية ودخان أسود يرتفع فوق المدينة. وكان عشرات الرجال يسيرون في الشوارع وهم يرددون «أين المراقبون العرب؟» في درعا، قتل المنشقون عن الجيش ما لا يقل عن أربعة جنود سوريين في كمين.

#### 29 ديسمبر
قال المرصد السوري لحقوق الإنسان ان المتظاهرين طالبوا بازالة مصطفى دابي كقائد لفريق مراقبة الجامعة العربية عندما زار مراقبو حماة حيث قتل ستة اشخاص اخرين. وأفادت قناة الجزيرة أن مسؤولا مجهولا مع بعثة المراقبة في سوريا قال إن المراقبين شهدوا قصفا في حمص وكان من الواضح أن بعض أجزاء المدينة كانت تحت سيطرة الجيش السوري الحر. وتوقع المسؤول الذي يتناقض تقريره مباشرة مع تصريحات دابي حول الوضع، ان البعثة مصيرها الفشل. وأعلنت اللجنة أن عدد القتلى في البلاد بلغ 35 قتيلا في اليوم، في حين أن المرصد قال إن 26 شخصا قد تأكدت مصرعهم، وأفيد أن أربعة أشخاص قتلوا في دوما بعد أن أطلقت قوات الأمن الذخيرة الحية على حشد من حوالي 20 ألفا في مسجدها الكبير احتجاجا على الزيارة المتوقعة من مراقبي الجامعة العربية. وقال المرصد ان سكان دوما ردوا على اطلاق النار في مدينتهم من خلال تنظيم اضراب جماعى والفيضانات في ساحة المدينة لاعتصام الالاف. ولم يتسن التأكد من هذا التقرير على الفور، كما لا يمكن ان يكون هناك شائعات حول رؤية سيارات جامعة الدول العربية في دوما. كما أفيد بأن المئات احتجوا في حي ميدان وسط دمشق قبل أن يفرزهم جنود يطلقون الغاز المسيل للدموع. واوضح المرصد ان 150 الف شخص سقطوا في شوارع محافظة ادلب، أكبر مظاهرة في الايام الاخيرة. وقال رئيس المجلس الوطني السوري برهان غليون في ختام لقاء مع نبيل العربي رئيس الجامعة العربية انه يخشى ان تحتجز الحكومة السورية أكثر من مئة الف معتقل ويمكن ان تنفذها «ليقول انه لا يوجد اسرى» إذا طالب مراقبو الجامعة العربية بالوصول إلى المنشآت التي يتم سجنها.

#### 30 ديسمبر – «جمعة من مارس إلى ساحات الحرية»
وقال نشطاء إن أكثر من 130 متظاهرا تأكدت مصرعهم، من بينهم ستة أطفال، منذ وصول مراقبي الجامعة العربية إلى سوريا في وقت سابق من الأسبوع. وخلال اليوم، ارتفع عدد القتلى إلى 32 شخصا بعد هجمات شنتها قوات الأمن. وقد أعطت بي بي سي نيوز حصيلة القتلى 35 شخصا لهذا اليوم. وفي ما يبدو أنه أكبر يوم من التظاهرات، مع وجود أكثر من 500,000 شخص يتظاهرون في محافظتين فقط هما حماه وإدلب، يقال إن أكثر من 6 ملايين شخص قد تجمعوا في سوريا ضد بشار الأسد، وفقا لما ذكره نشطاء. احتج عشرات الالاف في دمشق وعشرات الالاف في حمص. وقعت مظاهرات أصغر في درعا ودير الزور وحلب. ويبدو أن الفيديو الهواة الذي تم نشره على الإنترنت يظهر مراقبا من جامعة الدول العربية في درعا ردا على ادعاءات السكان بأن القناصة كانوا في مكان قريب بالقول إنه شاهد القناصة نفسه وأخبرهم بأن المراقبين يعتزمون مطالبة الحكومة السورية بإزالة أي قناصة من درعا في غضون 24 ساعة. في القاهرة، وقع المجلس الوطني السوري وهيئة التنسيق الوطنية للتغيير الديمقراطي في سوريا على خارطة طريق سياسية للانتقال إلى الديمقراطية في سوريا ليتم تطبيقها إذا تم خلع الأسد.

#### 31 ديسمبر
وأفاد نشطاء عن مقتل تسعة على الأقل، ثلاثة منهم على الأقل في حمص، واحد على الأقل في دمشق، وواحد على الأقل في أبو كمال، حيث هاجمت قوات الأمن الاحتجاجات الكبيرة في جميع أنحاء البلاد. قالت اللجنة أن بعض الاحتجاجات تطورت من مسيرات جنازة للمتظاهرين الذين قتلوا في اليوم السابق. وأفادت قناة الجزيرة أن عدد البيانات التي تلقتها الشبكة من مراقبي جامعة الدول العربية الذين انتقدوا حملة القمع التي شنتها الحكومة على مدى اليومين الماضيين. وفي الوقت نفسه، وقع المجلس الوطني السوري اتفاقا مع لجنة التنسيق الوطنية، للعمل معا على تطوير «نظام برلماني من أجل دولة مدنية ديمقراطية تعددية تضمن تبادل السلطة من خلال الانتخابات».
قال رئيس فريق المراقبة في جامعة الدول العربية الجنرال مصطفى دابي في مقابلة مع هيئة الإذاعة البريطانية (بي بي سي) في نيوشور ان مراقبين لم يشاهدوا قناصين في درعا متعارضا مع شريط فيديو هواة يظهر مراقبا يخبر الناشطين انه رأى قناصة في وسط المدينة. وادعى دابي أن المراقب كان «مجرد ملاحظة افتراضية».